# カマル・カミヤビニア
カマル・カミヤビニア（英語: Kamal Kamyabinia, 1989年1月18日-）は、イラン・テヘラン出身のサッカー選手。ゾブ・アハン・エスファハーンFC所属。ポジションはMD。

## 所属クラブ
- 2007-2009  メス・ケルマーンFC[2]
- 2009-2011  ラーフ・アーハンFC[3][4]
- 2011-2013  シャフダーリー・タブリーズFC（英語版）[5]
- 2013-2015  ナフト・テヘランFC
- 2015-2023  ペルセポリスFC[6]
- 2023-  ゾブ・アハン・エスファハーンFC

## タイトル

### クラブ

#### ペルセポリス
- イラン・プロリーグ

 優勝 (6) : 2016-17, 2017-18, 2018-19, 2019-20, 2020-21, 2022-23
 準優勝 (2) : 2015-16, 2021-22
- ハズフィ・カップ

 優勝 (2) : 2018-19, 2022-23
- イラン・スーパーカップ

 優勝 (5) : 2017, 2018, 2019, 2020, 2023
 準優勝 (1) : 2021
- AFCチャンピオンズリーグ

 準優勝 (2) : 2018, 2020